# Claudio López
Javier Claudio López (Rio Tercero, 17 juli 1974) is een Argentijns voormalig voetballer, die bekendheid verwierf als linksbenige aanvaller. El Piojo (De Luis) speelde voor onder meer voor Valencia en SS Lazio.

## Clubvoetbal
López begon zijn carrière als profvoetballer bij Estudiantes. Samen met Juan Sebastián Verón vormde hij een duo. Vervolgens kwam López via Racing Club in 1996 bij Valencia terecht. Daar ontwikkelde hij zich tot een topspeler en vooral in de UEFA Champions League van het seizoen 1999/00, waarin Valencia de finale haalde, maakte López veel indruk. Het was SS Lazio die hem in de zomer van 2000 contracteerde en de aanvaller zou vier seizoenen bij de Italiaanse club blijven. In 2004 verliet López Lazio en vertrok naar de Mexicaanse topclub Club América. Daar werd hij in zijn eerste seizoen direct kampioen, in een team met ook sterren als de Braziliaanse middenvelder Djalminha en de Mexicaanse aanvaller Cuauhtémoc Blanco. In 2006 won de Argentijn bovendien de CONCACAF Champions Cup met Club América en in december van dat jaar speelde hij met zijn club op het FIFA WK voor clubs. Vanaf 2007 speelde Lopez weer bij Racing Club. Hij sloot zijn loopbaan af in de Verenigde Staten.

## Nationaal elftal
López was tevens Argentijns international en hij speelde 54 interlands (tien doelpunten). De aanvaller was onder meer actief op het WK 1998 in Frankrijk en het WK 2002 in Japan en Zuid-Korea. Bovendien won López in 1996 de zilveren medaille met Argentinië op de Olympische Spelen van Atlanta.
| Interlands van Claudio López voor Argentinië | Interlands van Claudio López voor Argentinië | Interlands van Claudio López voor Argentinië | Interlands van Claudio López voor Argentinië | Interlands van Claudio López voor Argentinië | Interlands van Claudio López voor Argentinië |
| №                                            | Datum                                        | Wedstrijd                                    | Uitslag                                      | Competitie                                   | Goals                                        |
| -------------------------------------------- | -------------------------------------------- | -------------------------------------------- | -------------------------------------------- | -------------------------------------------- | -------------------------------------------- |
| 1                                            | 24 Apr 1996                                  | Argentinië – Bolivia                         | 3–1                                          | WK-kwalificatie                              |                                              |
| 2                                            | 02 Jun 1996                                  | Ecuador – Argentinië                         | 2–0                                          | WK-kwalificatie                              |                                              |
| 3                                            | 20 Jun 1996                                  | Argentinië – Polen                           | 2–0                                          | Vriendschappelijk                            |                                              |
| 4                                            | 01 Sep 1996                                  | Argentinië – Paraguay                        | 1–1                                          | WK-kwalificatie                              |                                              |
| 5                                            | 09 Oct 1996                                  | Venezuela – Argentinië                       | 2–5                                          | WK-kwalificatie                              |                                              |
| 6                                            | 12 Feb 1997                                  | Colombia – Argentinië                        | 0–1                                          | WK-kwalificatie                              |                                              |
| 7                                            | 30 Apr 1997                                  | Argentinië – Ecuador                         | 2–1                                          | WK-kwalificatie                              |                                              |
| 8                                            | 08 Jun 1997                                  | Argentinië – Peru                            | 2–0                                          | WK-kwalificatie                              |                                              |
| 9                                            | 06 Jul 1997                                  | Paraguay – Argentinië                        | 1–2                                          | WK-kwalificatie                              |                                              |
| 10                                           | 20 Jul 1997                                  | Argentinië – Venezuela                       | 2–0                                          | WK-kwalificatie                              |                                              |
| 11                                           | 10 Sep 1997                                  | Chili – Argentinië                           | 1–2                                          | WK-kwalificatie                              |                                              |
| 12                                           | 12 Oct 1997                                  | Argentinië – Uruguay                         | 0–0                                          | WK-kwalificatie                              |                                              |
| 13                                           | 16 Nov 1997                                  | Argentinië – Colombia                        | 1–1                                          | WK-kwalificatie                              |                                              |
| 14                                           | 10 Mar 1998                                  | Argentinië – Bulgarije                       | 2–0                                          | Vriendschappelijk                            |                                              |
| 15                                           | 15 Apr 1998                                  | Israël – Argentinië                          | 2–1                                          | Vriendschappelijk                            |                                              |
| 16                                           | 22 Apr 1998                                  | Ierland – Argentinië                         | 0–2                                          | Vriendschappelijk                            |                                              |
| 17                                           | 29 Apr 1998                                  | Brazilië – Argentinië                        | 0–1                                          | Vriendschappelijk                            |                                              |
| 18                                           | 14 May 1998                                  | Argentinië – Bosnië en Herzegovina           | 5–0                                          | Vriendschappelijk                            |                                              |
| 19                                           | 19 May 1998                                  | Argentinië – Chili                           | 1–0                                          | Vriendschappelijk                            |                                              |
| 20                                           | 25 May 1998                                  | Argentinië – Zuid-Afrika                     | 2–0                                          | Vriendschappelijk                            |                                              |
| 21                                           | 14 Jun 1998                                  | Argentinië – Japan                           | 1–0                                          | WK-eindronde                                 |                                              |
| 22                                           | 21 Jun 1998                                  | Argentinië – Jamaica                         | 5–0                                          | WK-eindronde                                 |                                              |
| 23                                           | 26 Jun 1998                                  | Argentinië – Kroatië                         | 1–0                                          | WK-eindronde                                 |                                              |
| 24                                           | 30 Jun 1998                                  | Argentinië – Engeland                        | 2–2                                          | WK-eindronde                                 |                                              |
| 25                                           | 04 Jul 1998                                  | Argentinië – Nederland                       | 1–2                                          | WK-eindronde                                 |                                              |
| 26                                           | 31 Mar 1999                                  | Nederland – Argentinië                       | 1–1                                          | Vriendschappelijk                            |                                              |
| 27                                           | 04 Sep 1999                                  | Argentinië – Brazilië                        | 2–0                                          | Vriendschappelijk                            |                                              |
| 28                                           | 07 Sep 1999                                  | Brazilië – Argentinië                        | 4–2                                          | Vriendschappelijk                            |                                              |
| 29                                           | 17 Nov 1999                                  | Spanje – Argentinië                          | 0–2                                          | Vriendschappelijk                            |                                              |
| 30                                           | 29 Mar 2000                                  | Argentinië – Chili                           | 4–1                                          | WK-kwalificatie                              |                                              |
| 31                                           | 26 Apr 2000                                  | Venezuela – Argentinië                       | 0–4                                          | WK-kwalificatie                              |                                              |
| 32                                           | 04 Jun 2000                                  | Argentinië – Bolivia                         | 1–0                                          | WK-kwalificatie                              |                                              |
| 33                                           | 29 Jun 2000                                  | Colombia – Argentinië                        | 1–3                                          | WK-kwalificatie                              |                                              |
| 34                                           | 19 Jul 2000                                  | Argentinië – Ecuador                         | 2–0                                          | WK-kwalificatie                              |                                              |
| 35                                           | 26 Jul 2000                                  | Brazilië – Argentinië                        | 3–1                                          | WK-kwalificatie                              |                                              |
| 36                                           | 03 Sep 2000                                  | Peru – Argentinië                            | 1–2                                          | WK-kwalificatie                              |                                              |
| 37                                           | 08 Oct 2000                                  | Argentinië – Uruguay                         | 2–1                                          | WK-kwalificatie                              |                                              |
| 38                                           | 28 Mar 2001                                  | Argentinië – Venezuela                       | 5–0                                          | WK-kwalificatie                              |                                              |
| 39                                           | 25 Apr 2001                                  | Bolivia – Argentinië                         | 3–3                                          | WK-kwalificatie                              |                                              |
| 40                                           | 03 Jun 2001                                  | Argentinië – Colombia                        | 3–0                                          | WK-kwalificatie                              |                                              |
| 41                                           | 14 Aug 2001                                  | Ecuador – Argentinië                         | 0–2                                          | WK-kwalificatie                              |                                              |
| 42                                           | 05 Sep 2001                                  | Argentinië – Brazilië                        | 2–1                                          | WK-kwalificatie                              |                                              |
| 43                                           | 06 Oct 2001                                  | Paraguay – Argentinië                        | 2–2                                          | WK-kwalificatie                              |                                              |
| 44                                           | 08 Nov 2001                                  | Argentinië – Peru                            | 2–0                                          | WK-kwalificatie                              |                                              |
| 45                                           | 14 Nov 2001                                  | Uruguay – Argentinië                         | 1–1                                          | WK-kwalificatie                              |                                              |
| 46                                           | 27 Mar 2002                                  | Kameroen – Argentinië                        | 2–2                                          | Vriendschappelijk                            |                                              |
| 47                                           | 17 Apr 2002                                  | Duitsland – Argentinië                       | 0–1                                          | Vriendschappelijk                            |                                              |
| 48                                           | 02 Jun 2002                                  | Argentinië – Nigeria                         | 1–0                                          | WK-eindronde                                 |                                              |
| 49                                           | 07 Jun 2002                                  | Argentinië – Engeland                        | 0–1                                          | WK-eindronde                                 |                                              |
| 50                                           | 12 Jun 2002                                  | Zweden – Argentinië                          | 1–1                                          | WK-eindronde                                 |                                              |
| 51                                           | 20 Nov 2002                                  | Japan – Argentinië                           | 0–2                                          | Vriendschappelijk                            |                                              |
| 52                                           | 12 Feb 2003                                  | Nederland – Argentinië                       | 1–0                                          | Vriendschappelijk                            |                                              |
| 53                                           | 20 Aug 2003                                  | Uruguay – Argentinië                         | 2–3                                          | Vriendschappelijk                            |                                              |

## Erelijst
Valencia
- Copa del Rey: 1998/99
- Supercopa de España: 1999
- UEFA Intertoto Cup: 1998/99

 SS Lazio
- Supercoppa Italiana: 2000
- Coppa Italia: 2003/04

 Club América
- Primera División: Clausura 2005
- Campeón de Campeones: 2004/05
- CONCACAF Champions' Cup: 2006

 Colorado Rapids
- MLS Eastern Conference Championship: 2010
- MLS Cup: 2010